# 甲斐紀武
甲斐 紀武（かい のりたけ）は、日本の外交官。宮内庁式部官や、駐チュニジア特命全権大使、日本国際フォーラム所長、東アジア共同体評議会常任副議長、法務省難民審査参与員等を歴任した。

## 人物・経歴
大阪府立天王寺高等学校を経て、1964年一橋大学法学部卒業後、外務省に入省し、フランス語研修を受けた。国際科学技術博覧会協会外事部長や、アフリカ第一課長、大臣官房儀典官兼式部官、在メキシコ日本国大使館公使、在イタリア日本国大使館公使、駐パナマ特命全権大使、駐レバノン特命全権大使、駐チュニジア特命全権大使を経て、2003年鹿児島県立短期大学教授。2004年から日本国際フォーラム参与を務め、伊藤憲一理事長の補佐にあたった。2005年の制度発足時に法務省難民審査参与員となる。2006年日本国際フォーラム所長、東アジア共同体評議会常任副議長。この間、グローバル・フォーラム世話人、日本チュニジア協会会長なども務めた。